# Hemocianina

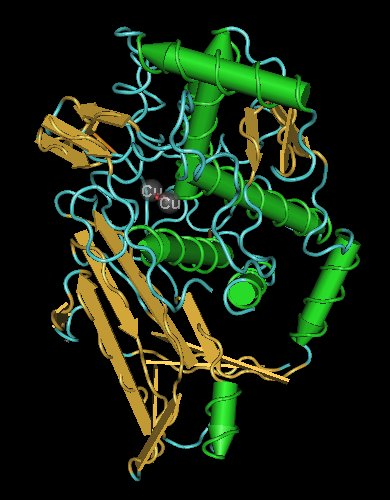
Molécula de hemocianina.

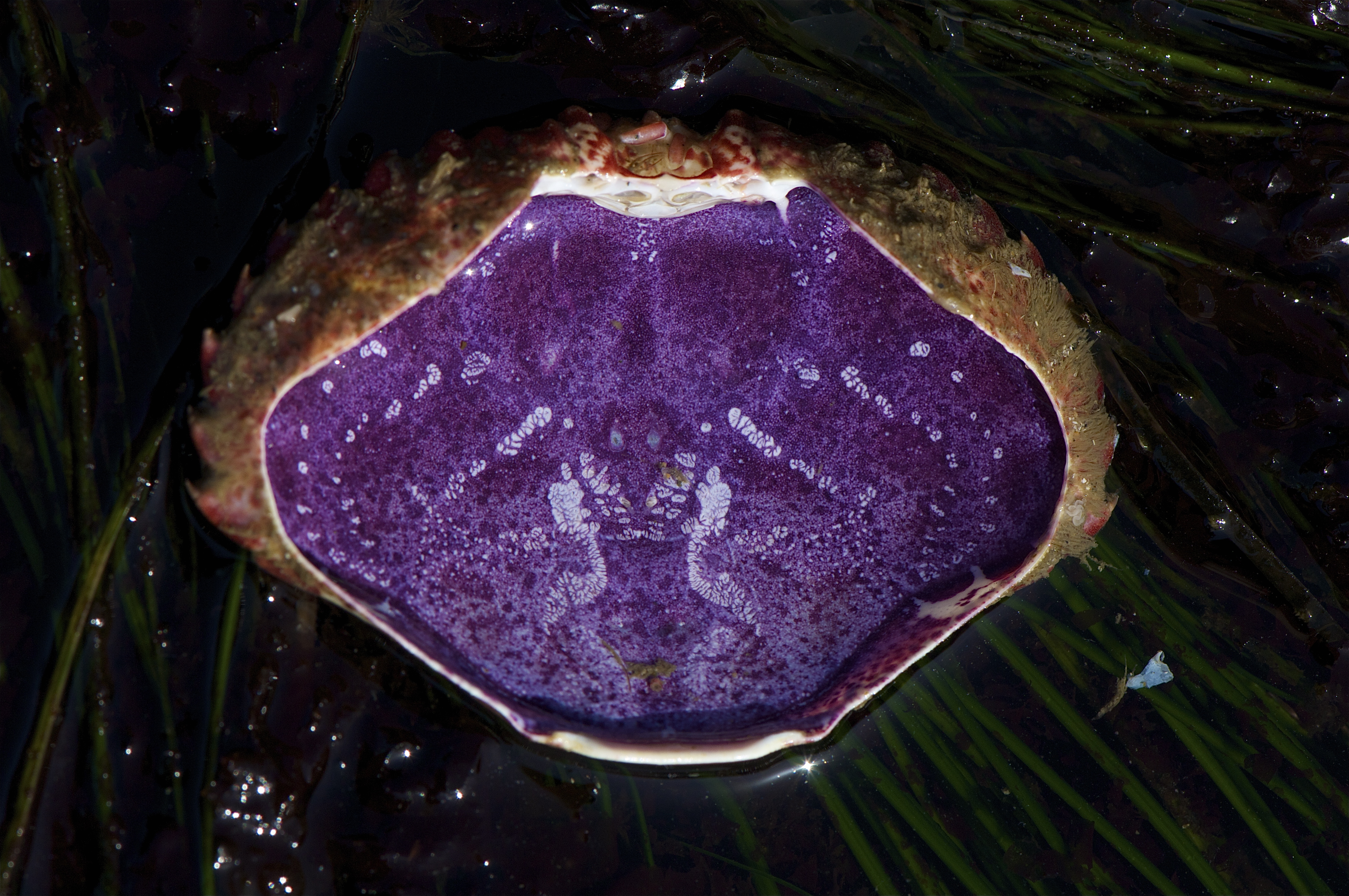
El lado inferior del caparazón del cangrejo Cancer productus muestra una coloración morada debido a la hemocianina.

La hemocianina es una proteína presente en la hemolinfa de algunos crustáceos, arácnidos y moluscos que se encarga del transporte del oxígeno. Su función es equivalente a la que la hemoglobina realiza en la sangre de otros animales y de los seres humanos aunque el transporte de oxígeno no es tan eficiente.
En vez de hierro presenta dos átomos de cobre en su centro activo. Por esto el color de la hemocianina oxigenada no es rojo sino azul verdoso, lo que le ha dado el nombre (cian = azul). Los moluscos y crustáceos con este tipo de sistema de transporte de oxígeno en su hemolinfa muestran ese color en sus líquidos.
Los dos centros metálicos no están en contacto directo, pero si muy próximos entre ellos. La molécula de oxígeno se inserta entre los dos átomos de cobre, los cuales cambian su estado de oxidación, de +I a +II, cediendo un electrón cada uno a la molécula de oxígeno. Como consecuencia, esta se reduce pasando a peróxido (peróxido de hidrógeno desprotonado). La transferencia de los electrones a pares evita la formación del ion superóxido (Cowan, J. A. (1993). Inorganic Biochemistry, An Introduction.).

## Historia
La historia de la hemocianina data del año de 1867, cuando fue reportado que la sangre de los cefalópodos se tornaba azul al pasar esta a través de las branquias. En la siguiente década, en 1878, el fisiólogo belga León Frederiq mostró que el color azul era causado por la oxigenación del cobre que contenía la proteína, proceso que era reversible; denominándola hemocianina. Para 1932, ya había sido investigada la asimilación de oxígeno por la hemocianina en 13 especies de animales y, para cada caso se encontró que las moléculas de hemocianina poseían átomos de cobre, así mismo cuando la molécula estaba totalmente oxigenada contenía una molécula de oxígeno por cada dos átomos de cobre.
En 1976, Senozan llevó a cabo una investigación acerca de la hemocianina, nombre que está mal utilizado, ya que no tiene ningún grupo hemo: el cobre está unido directamente a la proteína, siendo esta unión fuerte, ya que de acuerdo a la constante de disociación calculada para la pérdida de un átomo de cobre es del orden de 10-20. Sin embargo, el sitio de unión del átomo de cobre no estaba bien esclarecido, aun cuando se contaba con evidencia circunstancial de que posiblemente los grupos sulfhidrilos del aminoácido cisteína y los anillos imidazólicos de la histidina estuvieran involucrados en el enlace con el metal.

## Conformaciones
En la actualidad, se sabe que la molécula de hemocianina puede adoptar dos conformaciones distintas, la forma agregada y la disgregada, cada una de las cuales posee distinta afinidad por el oxígeno: la desoxi-hemocianina, encontrándose preferentemente en la conformación de poca afinidad hacia el oxígeno (forma disgregada), a saturación intermedia las dos formas conformacionales están presentes, y en soluciones altamente saturadas la conformación de alta afinidad es la predominante (forma agregada). Esto se explica con base en la cooperatividad, mediante la cual aumenta progresivamente la afinidad por el oxígeno, a medida que transcurre la oxigenación. 
A pesar de que la oxi-hemocianina contiene dos iones Cu (II) con configuración d incompleta, es una molécula diamagnética. Esto se ha explicado proponiendo un acoplamiento entre los dos núcleos metálicos que da lugar a un arreglo electrónico antiferromagnético, lo que hace que la oxi-hemocianina no exhiba paramagnetismo. Esta característica había hecho suponer que los dos núcleos de cobre estaban enlazados mediante un ligante, además de la molécula de oxígeno, siendo este el responsable del acoplamiento antiferromagnético. 
Por otro lado, cada ion de cobre en la desoxi-hemocianina se encuentra coordinado a tres nitrógenos imidazólicos de las cadenas proteicas, con una distancia entre cada ion de 3.54 Angstrom. Las esferas de coordinación de los dos iones de cobre consisten de dos enlaces cortos Cu-N (1.95 a 2.104 Angstrom) y de uno notablemente más largo Cu-N (2.66 a 2.77 Angstrom). Los cuatro nitrógenos con enlaces cortos y los dos iones de cobre forman un plano y los otros dos ligantes son axiales, y se encuentran en extremos opuestos del plano, es decir, que la configuración de los ligantes axiales es trans.

## Distribución en especies
La hemocianina se encuentra sólo en dos filos del reino animal: en los moluscos y en los artrópodos, dentro de los cuales se ha encontrado en todos los crustáceos decápodos y dentro de los moluscos en todos los cefalópodos. No obstante, en estos dos filos la distribución de hemocianina es errática, por ejemplo, en el caracol comestible se encuentra en grandes cantidades, pero en la especie equivalente de agua dulce Planorbis no se ha encontrado hemocianina; asimismo, se ha encontrado hemocianina en ciertos tipos de escorpiones y arañas.
La cantidad de hemocianina contenida en la sangre varía considerablemente en las diferentes especies, aun dentro de los miembros de la misma especie. En algunos casos, la hemocianina desaparece completamente durante la época de muda, como es el caso del cangrejo araña maia. 
Por otro lado, en los moluscos se tiene aproximadamente un 0.25 % en peso de cobre y en los crustáceos un 0.17 %. Esta diferencia ha hecho que algunos zoólogos consideren, desde el punto de vista evolucionista, que ambas hemocianinas no están relacionadas y que los artrópodos y moluscos han desarrollado sus pigmentos respiratorios independientemente. Otros consideran que existe una relación entre ambos tipos de hemocianinas y consideran que ambas están constituidas de la misma "unidad fundamental".

## Actividad inmunológica
Las hemocianinas son usadas como transportadoras para producir anticuerpos y como transportador-adyuvante en vacunas experimentales terapéuticas para cáncer. Entre sus ventajas, además de su costo razonable y la ausencia de efectos secundarios, está que direccionan la respuesta inmune hacia respuestas tipo Th1 a diferencia de otros adyuvantes, como por ejemplo la alumina que lo hace hacia respuestas tipo Th226. Así mismo, estas metaloproteinas se han utilizado en la producción de un sinfín de anticuerpos contra pequeñas moléculas de interés diagnóstico, incluyendo hormonas, drogas, antibióticos, y toxinas, que son acopladas químicamente. De esta manera, animales inmunizados producen anticuerpos contra la hemocianina y contra la sustancia transportada, los cuales posteriormente se purifican y aplican en diversos ensayos basados en las reacciones antígeno-anticuerpo.
Por otro parte, la hemocianina dentro del molusco loco (Concholepas concholepas), tiene propiedades inmunológicas comparables a la de la lapa californiana (Megathura crenulata), siendo una buena alternativa como proteína transportadora, en vacunas experimentales y en el tratamiento del carcinoma superficial de vejiga. Aun cuando el molusco loco y la lapa californiana difieren en su origen y estructura, el hecho que ambas proteínas induzcan similares respuestas inmunoestimulantes, sugiere que poseen un patrón conservado que sería reconocido por el sistema inmune, estimulando un mecanismo inmunogénico ancestral presente en los mamíferos.